# كيث بالمر (رجل أعمال)
كيث بالمر (بالإنجليزية: Keith Palmer)‏ هو شخصية أعمال بريطاني، ولد في 27 يوليو 1947 في كارديف في المملكة المتحدة.